# Anton Tchekhov et la dame au petit chien
Anton Tchekhov et la dame au petit chien («Антон Чехов и дама с собачкой») est un groupe sculpté de bronze représentant l'écrivain Anton Tchekhov et le personnage de sa fameuse nouvelle La Dame au petit chien. Il a été inauguré en 2004 à Yalta (où se passe une partie importante de cette histoire) et placé au milieu du quai Lénine, la grande promenade du front de mer.

## Histoire
Cette sculpture est inaugurée en 2004 sur le quai Lénine de Yalta près de la salle de concert du Jubilé («Юбилейный»). Son inauguration a lieu pour le centenaire de la mort de Tchekhov. Cette composition est une commande des fondateurs du forum international de télécinéma Ensemble  («Вместе»).
Cette composition est en bronze. C'est l'œuvre des frères Guennadi et Fiodor Parchine de l'association de production artistique moscovite « Vel » («Вель»), selon le projet de l'architecte Youri Ivantchenko.
Anton Tchekhov a vécu de 1898 à sa mort à Yalta et demeurait à la Datcha Blanche. C'est à Yalta qu'il composa La Dame au petit chien, dont une grande partie de l'histoire se déroule à Yalta.